# Planet (société de paiement)
 (novembre 2022).
L'article doit être relu — et modifié si nécessaire — par des contributeurs indépendants pour apporter un regard critique aux contributions effectuées en violation des conditions d'utilisation de Wikipédia, tant sur la forme (notamment concernant le style encyclopédique, la proportionnalité) que sur le fond (la neutralité de point de vue, la qualité et l'indépendance des sources).
 Planet (anciennement Fintrax et Premier Tax Free), est une société de services financiers, spécialisée dans les paiements multidevises, le traitement des cartes de crédit et la gestion des remboursements de TVA pour les touristes (détaxe). 
Avec un siège mondial au Royaume-Uni et des sièges régionaux à Paris et en Irlande, Planet opère sur 64 marchés sur les 5 continents et emploie plus de 2500 personnes dans le monde.

## Histoire
Fondée à Galway, en Irlande, en 1985 sous le nom de Cashback, Planet permet aux visiteurs non résidents de récupérer la TVA sur les biens qu'ils achètent et exportent à titre privé, conformément à la législation de l'UE.
En France, Planet est agréée par l'administration en tant qu'opérateur de détaxe.
En 2002, Premier Tax Free est lancé en tant que nouvelle marque du groupe. 
En 2013, Premier Tax Free fusionne avec Tax Free Worldwide. L'entité commune fournit des services à plus de 150 000 commerçants dans le monde.
En 2015, la société d'investissement française Eurazeo acquiert la participation majoritaire dans Fintrax auprès d'Exponent Private Equity, valorisant la société à 550 millions d'euros.
En 2017, Fintrax Group acquiert Planet Payment, l'un des principaux fournisseurs de services de paiement internationaux et multidevises, pour 250 millions de dollars. 
En 2018, la société est rebaptisée Planet.
En 2020 Planet acquiert 3C Payment pour renforcer sa position dans le secteur du paiement dans le retail, l’hôtellerie, la restauration et les parkings.
En 2021, Advent International et Eurazeo investissent dans Planet pour en faire un champion du paiement numérique intégré, dans les secteurs du Retail, Hospitality, Food & Beverage, Parking et dans le secteur financier.
En 2022, Planet acquiert Proximis, Datatrans AG, protel hotelsoftware, Hoist Group et Avantio, pour créer un acteur unique du commerce connecté. Brent Warrington est nommé PDG.
En 2023, Planet acquiert 3 distributeurs de protel hotelsoftware : Ideosoft (opérant en France et au Maroc), REBAG DATA (opérant sur le marché suisse) et XN PMS Limited (opérant au Royaume-Uni et aux Émirats arabes unis).